# Opšta bolnica Pljevlja
Opšta bolnica Pljevlja je javna zdravstvena ustanova u kojoj je zastupljen viši nivo zdravstvene zastite, za gravitaciono područje koje joj pripada. Vođeni strukom i znanjem  i humanošću, kao osnovnim postulatom lekarske profesije, uz ogromnu podršku Ministarstva zdravlja i Vlade Crne Gore bolnica Pljevlja u kontinuitetu skoro jedan vek posvećena je zadatku obezbeđivanja kvalitetne  i dostupne zdravstvene zaštite svih građana u opštinama Pljevlja i Žabljak.

## Položaj i opšte informacije
Opšta bolnica Pljevlja nalazi se u Ulici Lovćenskog bataljona bb u Pljevljima grad i opštini u Crnoj Gori, na severu zemlje u centru prostrane Pljevaljcke kotline u podnožju brda Golubinja. Grad je centar energetskog potencijala Crne Gore, važan industrijski, kulturni i obrazovni centar.
Javna zdrastvena ustanova Opšta bolnica u Pljevljima nosilac je planskih i programskih zadataka bolničke zdrastvene zaštite stanovništva na područjima Pljevlja i Žabljak, odnosno pokriva teritoriju od preko 1.800 kilometara kvadratnih, na kojoj živi 40.000 stanovnika.
Bolnica se na tercijalnu zdravstvenu zaštitu oslanja na Klinički centar u Pogorici koji je udaljen 25 km.

## Istorija
Prema prvim  pisanim podacima o postojanju bolnice u Pljevljima u zapisima Evlije Čelebije iz 1664 godine, pretpostavlja se da se radilo o bolnici osnovane isključivo za potrebe turske vojske.
Prve zdrastvene ustanove u Pljevljima uglavnom su osnivali okupatori za potrebe svoje vojske, kao što je Stražici - Astalana, podignutu oko 1800 godine,i bolnica u okviru vojne kasarne na Dolovima - Švapski špitalj, posle aneksije Bosne i Hercegovine.
Zvanično, prva organizovana adrastvena ustanova u Plevljima bila je Dom narodnog zdravlja,   svečano otvorena  5. oktobra 1928 godine - od strane načelnika Ministarstva zdravlja Kraljevine Jugoslavije dr Andrija Štampara.  Teritorijalno  Dom zdravlja je bio nosilac zdravstvene zaštite za šire područje Zetske banovine, od Foče preko Čajniča, Pljevalja, Prijepolja do Bijelog Polja.
Dom je imao u svom sastavu imao sledeća odjeljenja:
- opšta ambulanta za zaštitu zdravlja školske djece,
- dispanzer za tuberkulozu,
- ambulanta za venerične bolesti,
- zubna ambulanta,
- bakteriološki laboratorijum,
- narodno kupatilo i
- higijensku službu.

Takođe bolnica raspolaće sa kompletnom opremom za bakteriološke analize, rendgen aparatom i opremom za zubnu ordinaciju.
U Pljevljima su između dva Svetska rata postojale i privatne lekarske ordinacije u kojima je radio jedan manji broj ljekara.
Dom narodnog zdravlja, pod tim nazivom radio je sve do 1941 godine kada su italijanski okupatori organizovali rad u njemu za potrebe svoje vojske, a za civilno stanovništvo je radila samo jedna ambulanta.
U periodu između dva svetska rata neki lekari su svojim radom i humanošću posebno ostali u sećanju naroda, a i o njihovom radu je ostao pisani trag. Među njima su dr Jovan Bulajić, dr Uroš Ružić  prvi crnogorski akademik, dr  Svetozar Milatović, dr Savo Dimitrijević.
Posle Drugog svetskog rata (1945)  za potrebe zdrastvene službe  osposobljen je stari Dom narodnog zdravlja u kom je radio dr Savo Dimitrijević, dok je zgrada na Stražici (nekada turska bolnica) osposobljena za lečenje težih bolesnika, u kojoj je kasnije osnovana Narodna bolnica. Narodna bolnica je imala sledeća odeljenja: interno, hirurško, zarazno i porodilište, ukupno 100 postelja.
Ovi zdrastveni objekti su bili u funkciji do kraja 1950-tih godina kada je započeta izgradnja zdrastvenih objekata na Dolovima, paviljonskog tipa. Tokom  1960 godine prvo su završena dva paviljona u koja su useljena tri bolnička odeljenja (hirurško,dječije i ginekološko-akušersko), da bi mekoliko godina kasnije bila kompletira bolnička služba.
Medicinski centar Pljevlja kao jedinstvena zdrastvena organizacija je osnovana je 1963 godine i funkcionisala je sve do 1991 godine kada je reorganizanizovana u skladu sa zdrastvenom službom na nivou Republike Crne Gore. Od tada funkcioniše  primarna zdrastvena zaštita - JZU Dom zdravlja i sekundarnu zdrastvenu zaštitu - JZU Opšta bolnica Pljevlja.
Javna zdrastvena ustanova Opšta bolnica u Pljevljima nosilac je planskih i programskih zadataka bolničke zdrastvene zaštite stanovništva na područjima Pljevlja i Žabljak.
Ova ustanova je danas funkcionalna zdravstvena služba koja pruža kvalitetnu zdrastvenu zaštitu stanovništva,  u skladu sa  njihovim potrebama.

## Organizacija
U okviru Opšta bolnica Pljevlja postoje četiri odeljenja ili specijalističke službe i to:
- opšta hirurgija
- interna medicina
- ginekologija sa akušerstvom
- pedijatarska služba

Navedene službe su organizovane kroz rad:
- bolničkih odeljenja, odseka,
- specijalističkih ambulanti i
- dijagnostike,
- kabineta za transfuziju krvi,
- službe za radiološku i ultrazvučnu dijagnostiku,
- laboratorije
- apoteke za potrebe bolničkih odjeljenja.

## Pokazatelji rada
| Pokazatelji pruženih stacionarnih zdravstvenih usluga u 2013. godini. | Pokazatelji pruženih stacionarnih zdravstvenih usluga u 2013. godini. | Pokazatelji pruženih stacionarnih zdravstvenih usluga u 2013. godini. | Pokazatelji pruženih stacionarnih zdravstvenih usluga u 2013. godini. | Pokazatelji pruženih stacionarnih zdravstvenih usluga u 2013. godini. | Pokazatelji pruženih stacionarnih zdravstvenih usluga u 2013. godini. |
| Zauzete postelje po lekaru                                            | Zauzete postelje po sestri                                            | % korišćenja kapaciteta                                               | Prosečna dužina lečenja                                               | Broj slobodnih postelja                                               | Stopa smrtnosti na 1.000 lečenih                                      |
| --------------------------------------------------------------------- | --------------------------------------------------------------------- | --------------------------------------------------------------------- | --------------------------------------------------------------------- | --------------------------------------------------------------------- | --------------------------------------------------------------------- |
| 2,73                                                                  | 0,98                                                                  | 62,89                                                                 | 7,70                                                                  | 43,42                                                                 | 22,90 promila                                                         |

## Spoljašnje veze
- Internet stranica Bolnice
- Fond za zdravstveno osiguranje Crne Gore Архивирано на веб-сајту  (11. мај 2020)